# Granat RGZ-89
Ręczny Granat Zaczepny wz. 89 (RGZ-89) – polski granat zaczepny produkowany przez Zakłady Metalowe Dezamet w Nowej Dębie.

## Historia konstrukcji
W 1987 roku w Katedrze Konstrukcji i Eksploatacji Uzbrojenia Klasycznego (obecnie Instytut Techniki Uzbrojenia) Wojskowej Akademii Technicznej rozpoczęto prace nad nowym granatem, który miał zastąpić granaty RG-42. Nowy granat miał być skuteczniejszy a przy tym łatwiejszy i tańszy w produkcji (granat RG-42 wywodził się z czasów drugiej wojny światowej i charakteryzował się skomplikowaną technologią produkcji). Wymagano także, aby odłamki nowego granatu przy wysokiej skuteczności rażenia celu nie zagrażały rzucającemu żołnierzowi.
Prace rozpoczęły się w 1989 r. Zespół konstrukcyjny tworzyli S. Ciepielski, S. Derecki, Z. Jopek, S. Majewski, J. Szymański i E. Włodarczyk. 
Wstępne teoretyczne obliczenia zostały przeprowadzone w ramach pracy magisterskiej przez podporucznika Jacka Walczewskiego (którego promotorem był pułkownik dr inż. Sylwester Majewski, członek zespołu konstrukcyjnego).
Konstruktorzy po przebadaniu kilku wersji granatu zdecydowali się na granat z korpusem z tworzywa sztucznego z wkładką odłamkową w postaci spiralnego drutu duraluminiowego. Prace konstrukcyjne zakończono w 1992 roku. W 1995 roku produkcję granatu rozpoczęły Zakłady Metalowe Dezamet w Nowej Dębie.

## Opis konstrukcji
Granat RGZ-89 jest granatem zaczepnym. Głównym elementem jest korpus (wykonany z tworzywa sztucznego) zawierający wkładkę odłamkową mającą postać spiralnie zwiniętego drutu o przekroju prostokątnym (nacięcia po wewnętrznej stronie spirali wymuszają fragmentację wkładki). Wewnątrz korpusu znajduje się materiał wybuchowy (heksogen). Korpus od dołu jest zamknięty denkiem. Korpus jest od zewnątrz karbowany. W górnej części korpusu znajduje się gniazdo zapalnika UZRG lub UZRGM.